# Maria Lazuk
Maria Mikhaylovna Lazuk (née le 15 octobre 1983 à Minsk) est une gymnaste rythmique biélorusse.

## Biographie
Maria Lazuk remporte aux Jeux olympiques d'été de 2000 à Sydney la médaille d'argent par équipe avec Tatyana Ananko, Tatyana Belan, Anna Glazkova, Irina Ilienkova et Olga Puzhevich.

## Palmarès

### Jeux olympiques
- Sydney 2000
  -  médaille d'argent par équipe.